# Посольство Словаччини в Україні
Посольство Словацької Республіки в Україні (словац. Veľvyslanectvo Slovenskej republiky na Ukrajine) — офіційне дипломатичне представництво Словацької Республіки в Україні, відповідає за підтримку та розвиток відносин між Словаччиною та Україною. 

## Історія посольства
Україна однією з перших країн світу 1 січня 1993 р. визнала державну незалежність Словацької Республіки. При цьому, відповідно до принципу правонаступництва, а також враховуючи відповідні домовленості сторін, на сьогодні офіційною датою встановлення дипломатичних відносин вважається 9 червня 1934 р.

## Надзвичайні і Повноважні Посли Словаччини в Україні
1. Роберт Гаренчар (Robert Harenčár) (1993 — 1995)
2. Йозеф Мігаш (Jozef Migaš) (1995 — 1996)
3. Ольга Мігалікова (Ol'ga Mihaliková) (1996 — 1999) т.п.
4. Васіл Грівна (Vasiľ Grivna) (1999 — 2005)
5. Урбан Руснак (Urban Rusnák) (2005 — 2009)
6. Павол Гамжік (Pavol Hamžík) (2009 — 2013)
7. Юрай Сівачек (Juraj Siváček) (2013 — 2018)[1]
8. Марек Шафін (Marek Šafin) (2018—2024)[2]
9. Павел Віздал (Pavel Vizdal) (з 2024)[3]

## Консульства Словаччини в Україні

### Консульський відділ посольства
01034 м. Київ, вул. Паторжинського, 14

### Генеральне консульство Словацької Республіки в Ужгороді
Адреса: 88000, м. Ужгород, вул. Локоти, 4

- Генеральні консули

1. Ігор Барто (Igor Barto) (2000—2002)
2. Міхал Біґаніч (Michal Biganič) (2003—2005)
3. Антон Лукачович (Anton Lukačovič) (2005—2007)[4]
4. Маріан Сладечек (Marian Sládeček) (2007—2012)[5]
5. Маріан Мулік (Marián Mulik) (2012)[6]
6. Янка Буріанова (Janka Burianová) (2012—2017)
7. Мірослав Мойжіта (Miroslav Mojžita) (2017—2020)
8. Павол Паніс (Pavol Pánis) (2020—)

### Почесне консульство Словацької Республіки в Ужгороді
Адреса: м. Ужгород, вул. Тиха, 8

Почесний консул пан Шуфрич Іван Юлійович

### Почесне консульство Словацької Республіки у Донецьку
Адреса: м. Донецьк, бульвар Шевченка, 3 Б

Почесний консул — пані Лисенко Тамара Тимофіївна

### Почесне консульство Словацької Республіки в Одесі
65009, Україна, м. Одеса, Гагаринське плато, 5/3 

Почесний консул — пан Музалев Михайло Вікторович